# La strada (romanzo)
La strada (The Road) è un romanzo postapocalittico dello scrittore statunitense Cormac McCarthy pubblicato nel 2006.
Il romanzo ha vinto il James Tait Black Memorial Prize per la narrativa nel 2006 e il Premio Pulitzer per la narrativa nel 2007. Da esso è stato tratto un film, The Road (2009). In più è stato disegnato da Manu Larcenet un fumetto ispirato al libro di McCarthy (2024).

## Trama
Un padre e un figlio (entrambi senza nome) percorrono una lunga strada asfaltata verso sud, per sfuggire ai rigori invernali, in un'America sopravvissuta a una non meglio descritta catastrofe che ha spazzato via ogni essere vivente, tranne gli uomini (infatti non vengono mai menzionati gli animali, se non per un cane rachitico che i protagonisti incontrano, un commento sugli uccelli, che "un giorno se ne andarono", e sulle mucche, che si sono estinte). Anche l'umanità è rimasta decimata e ridotta ad uno stato di vita primitiva, totalmente privata di qualsiasi risorsa energetica e tecnologica. Da vari indizi sparsi nel romanzo si potrebbe supporre che la catastrofe sia stata una guerra nucleare: in un flashback il protagonista ricorda che si annunciò con delle lontane esplosioni seguite immediatamente dall'interruzione della corrente elettrica come avviene per un EMP, mentre in altre pagine i protagonisti si trovano ad attraversare zone dove vetro e asfalto sono stati fusi insieme da un forte calore che ha ucciso colonne di fuggitivi. Altre teorie considerano invece probabile l'esplosione di un supervulcano o l'impatto di un asteroide, la cui onda d'urto abbia bruciato vaste aree del continente e innalzato una cortina di polveri e cenere attorno al pianeta. Tuttavia l'autore resta sempre volutamente vago su questo punto, contribuendo alla sensazione di straniamento allucinato che pervade tutto il romanzo.
Le giornate dei due personaggi sono caratterizzate da una costante lotta per procurarsi del cibo, per ripararsi dalle rigidità del clima, nel continuo terrore di imbattersi in altri loro simili, divenuti - in questo contesto - pericolosi (in uno degli episodi più feroci, si racconta di come un gruppo di uomini tenga segregate in uno scantinato altre persone, come animali da allevamento, per potersene nutrire). Le notti sono sprofondate nel buio più assoluto e sono foriere di paure ancestrali. L'uomo porta con sé una pistola nella quale sono rimasti solo due colpi.
In un passaggio, l'uomo ricorda di come la sua compagna e madre del bambino avrebbe voluto usare la pistola per mettere fine alle loro esistenze prive di speranza. Ma la riluttanza dell'uomo verso l'uccidere se stesso ed il figlio ha costretto la madre ad ammazzarsi senza salutare il proprio figlio, lasciando nella pistola soltanto due proiettili.
In un altro passaggio, quando ormai il proiettile rimasto è uno solo, l'uomo raccomanda al bambino di farne uso per uccidersi, in caso di estremo pericolo, ma il ragazzo rifiuta e la pistola rimarrà solo come arma di difesa per entrambi.
Nella seconda metà del libro emerge sempre più il peculiare comportamento del bambino nei confronti di quell'ambiente ostile, dal momento che, nonostante tutte le loro drammatiche peripezie, il bimbo mantiene un costante filo di speranza circa il destino che li attende. Poco alla volta si assiste ad una sorta di trasfigurazione quasi divina del bambino agli occhi del padre, ultima speranza per quella terra desolata, mentre l'uomo cede progressivamente alla debolezza ed alla malattia, provocati dallo stato di indigenza, dalle fatiche e dagli stenti a cui si è sottoposto per preservare in vita il figlio.
Al termine, il padre si spegne tra le braccia del figlio, a causa di una gravissima bronchite. Ora di fronte al ragazzino sembra aprirsi un futuro di speranza, dal momento che, guidato dalla sua forza interiore, egli si annette a nuove comunità di sopravvissuti, nelle quali un rinnovato senso di civiltà e di convivenza pacifica sembra farsi debolmente strada.

## Opere derivate
Nel 2009 è stato realizzato un adattamento cinematografico del romanzo. Il film, intitolato The Road, è diretto da John Hillcoat su una sceneggiatura di Joe Penhall. Viggo Mortensen e Kodi Smit-McPhee interpretano rispettivamente padre e figlio.
Nel 2024 il fumettista Manu Larcenet ha realizzato l'omonimo adattamento a fumetti del romanzo.

## Edizioni italiane
- La strada, traduzione di Martina Testa, Collana Supercoralli, Torino, Einaudi, 2007, ISBN 978-88-061-8582-4.
- La strada, traduzione di Martina Testa, Collana Super ET, Torino, Einaudi, 2010, ISBN 978-88-062-1936-9.